# 清代通史
《清代通史》，蕭一山著，分上中下三卷，煌煌五巨冊，凡四百餘萬字。
蕭一山中學時即感於日人稻葉君山編寫的《清朝全史》（1915年）“觀點紕繆，疏舛頗多”，發憤撰寫清代史。1920年，蕭一山在山西大学预科时，即开始“专力于蒐集有关清史之资料，拟订编写大纲，并着手编写导论”。1921年，考入北大政治系第一年，“课余致力著作，于本年完成《清代通史》第一、二篇”，二年级，“完成《清代通史》第三、四篇之著作”。1923年《清代通史》上卷六篇完成，是年12月1日，梁任公为《清代通史》作序曰：“吾友蒋百里手一编见眎，则萧子一山之清代通史，为卷三，为编十六，已写定者仅上卷三分之二，为篇四，为文三十余万言。余穷一日夜力，读卒业作而叹曰：萧子之于史，非直识力精越，乃其技术亦罕见也！”，1923年12月北平中华印刷局初版，當時蕭仍只是一名北京大學三年級的學生。1925年12月中华印刷局刊印中卷。
1932年蕭一山曾與批評者陳恭祿進行激烈筆戰，火藥味甚濃，至1934年雙方辯文陸續刊載於《大公報》。1963年最終完成五卷本《清代通史》，由台湾商务印书馆发行三卷。
《清代通史》據称“本书参考书籍，不下六七百种”，“所述为清国史，亦即清代之中国史，而非清朝史或清室史也”，作者有強烈大一統意味。
蕭一山書史時政治立場鮮明，主張「民族革命史觀」，把幾乎所有漢族反清活動都視為一脈相承的「民族革命」。1933年吴宓公开批评《清代通史》“革命意味过重”。
另外蕭一山雜糅了一些傳說，《清代通史》有同治因出遊而患梅毒終致死亡的記載。